# 明登 (密西西比州)
明登（英語：Minden）是位於美國密西西比州肯珀縣的鬼鎮。

## 歷史
明登的郵局於1898年設立，其後於1915年停運。

## 地理
明登所處的海拔為高於海平面78米（即256英呎），而該地所採用的時區為UTC-6，即北美中部時區（CST）。同時該地設有夏令時間，為UTC-6調快一小時，即UTC-5（CDT）。